# Czarni Kostopol
Czarni Kostopol – polski klub piłkarski z siedzibą w mieście Kostopol (obecnie Ukraina), działający w latach 1931–1939.

## Historia
Chronologia nazw:
- 1931: K.S. [Klub Sportowy] Czarni Kostopol
- 1939: klub rozwiązano

Klub Sportowy Czarni został założony w Kostopolu na początku lat 30. XX wieku. W 1931 roku drużyna zadebiutowała w rozgrywkach Klasy B Wołyńskiego Autonomicznego Podokręgu Związku Piłki Nożnej. Debiut okazał się nieudanym i po zajęciu ostatniego miejsca drużyna spadła do Klasy C nowoutworzonego Wołyńskiego OZPN. W ostatnim swoim sezonie 1938/39 zespół występował w Klasie B Wołyńskiego OZPN. Ale na skutek wybuchu II wojny światowej - we wrześniu 1939 roku działalność klubu została całkowicie zawieszona, a po zakończeniu II wojny światowej już nigdy nie reaktywowana.

## Sukcesy

### Trofea międzynarodowe
Nie uczestniczył w rozgrywkach europejskich (stan na 31-05-2025).

### Trofea krajowe
| \| \| Zdobyte trofea w rozgrywkach Polski (stan na: 31-05-2025) \| |                                                           |      |          |
| Rozgrywki                                                          | Osiągnięcie                                               | Razy | Sezon(y) |
| Mistrzostwo                                                        | I miejsce                                                 | 0    |          |
| Mistrzostwo                                                        | II miejsce                                                | 0    |          |
| Mistrzostwo                                                        | III miejsce                                               | 0    |          |
| Puchar                                                             | zdobywca                                                  | 0    |          |
| Puchar                                                             | finalista                                                 | 0    |          |
| II liga                                                            | I miejsce                                                 | 0    |          |
| II liga                                                            | II miejsce                                                | 0    |          |
| II liga                                                            | III miejsce                                               | 0    |          |
| Polska                                                             | Zdobyte trofea w rozgrywkach Polski (stan na: 31-05-2025) |      |          |

- Klasa B Mistrzostw Wołyńskiego APPN: (D3)
  - 7.miejsce (1x): 1931

## Poszczególne sezony

### Rozgrywki międzynarodowe

#### Europejskie puchary
Klub nie uczestniczył w rozgrywkach europejskich.

### Rozgrywki krajowe
| \| Polska \| Bilans występów klubu w rozgrywkach piłkarskich Polski (Stan na 31 maja 2025 r.) \| \| |                                                                                  |        |       |   |   |   |    |    |     |                    |        |        |      |
| Poziom                                                                                              | Rozgrywki                                                                        | Sezony | Mecze | Z | R | P | B+ | B– | Pkt | Lata               | Awanse | Spadki | Naj. |
| I                                                                                                   | Liga                                                                             | 0      |       |   |   |   |    |    |     |                    |        |        |      |
| II                                                                                                  | Klasa A / Liga Okręgowa                                                          | 0      |       |   |   |   |    |    |     |                    |        |        |      |
| III                                                                                                 | Klasa B / Klasa A                                                                | 1      |       |   |   |   |    |    |     | 1931               | 0      | 1      | 7    |
| IV                                                                                                  | III liga / Klasa C / Klasa B                                                     | 6      |       |   |   |   |    |    |     | 1932–1936, 1938/39 | 1      | 0      |      |
| | Puchar Polski                                                                    | 0      |       |   |   |   |    |    |     |                    |        |        |      |
| Polska                                                                                              | Bilans występów klubu w rozgrywkach piłkarskich Polski (Stan na 31 maja 2025 r.) |        |       |   |   |   |    |    |     |                    |        |        |      |

## Struktura klubu

### Stadion
Drużyna rozgrywała swoje mecze domowe w Kostopolu na stadionie Czarnych.

## Kibice i rywalizacja z innymi klubami

### Derby
- Hakoah Równe
- Hallerczyk Równe
- Hasmonea Równe
- Makkabi Równe
- PKS Równe
- Pogoń Równe
- Sokół Równe